# 吉井淳二
吉井 淳二（よしい じゅんじ、1904年（明治37年）3月6日 - 2004年（平成16年）11月23日）は、日本の洋画家。
鹿児島県曽於郡末吉町（現曽於市）出身。

## 生涯
鹿児島県曽於郡末吉町に生まれる。1922年（大正11年） 鹿児島県立志布志中学校（現在の鹿児島県立志布志高等学校）卒業。1929年（昭和4年） 東京美術学校洋画科卒業。
1940年（昭和15年） 二科会会員就任。1961年（昭和36年） 同会理事就任。1965年（昭和40年） 日本芸術院賞受賞。1972年（昭和47年） 南日本美術展審査委員長就任。1976年（昭和51年） 日本芸術院会員就任。1977年（昭和52年） 勲三等瑞宝章に叙される。1979年（昭和54年） 社団法人二科会理事長就任。
1985年（昭和60年） 文化功労者として顕彰される。1989年（平成元年） 文化勲章受章。2004年（平成16年） 3月6日、満100歳を迎える。11月23日、死去。

## 功績
文化勲章受章者、文化功労者、日本芸術院会員、社団法人二科会名誉理事、サロン・ドートンヌ名誉会員、南日本美術展顧問 

## 代表作品
- 「踏切風景」（1927年）
- 「帽子を被る女」（1936年）
- 「屋久の娘」（1948年）
- 「浜の女たち」（1963年）
- 「水汲」（1964年）
- 「市場にて」（1977年）
- 「前田久吉像」（1979年）
- 「フェイラ」（1983年）
- 「村の休憩所」（1985年）